# Everett Swank
Everett Wilson Swank (Clark, 17 febbraio 1913 – Greenwood, 1º giugno 2000) è stato un cestista statunitense, professionista nella NBL.

## Carriera
Giocò per due stagioni nella NBL, disputando complessivamente 13 partite con 1,5 punti di media.